# مارشال إدواردز
مارشال إدواردز (بالإنجليزية: Marshall Edwards)‏ هو لاعب كرة قاعدة أمريكي، ولد في 27 أغسطس 1952 في Fort Lewis (Washington) ‏ في الولايات المتحدة.

## وصلات خارجية
- مارشال إدواردز على موقعبيزبول رفرنس.كوم (الدوري الرئيسي) (الإنجليزية)